# Вибрионы
Вибрионы (лат. Vibrio) — род бактерий семейства Vibrionaceae, включает более 40 видов.
Прямые или изогнутые палочки (0,4—0,7 × 1,5—2,3 мкм). Подвижны, подвижность обеспечена одним или несколькими жгутиками, расположенными полярно (моно- и лофотрихи). Спор и капсул не образуют, однако большинство видов покрыто снаружи оболочкой, образованной выростом наружного слоя клеточной стенки.
По Граму представители рода окрашиваются отрицательно, большинство видов оксидаза-положительно. Среди представителей рода наиболее распространены факультативные анаэробы. В медицинской литературе описано, что возникновению и распространению вибрионов на водных объектах способствует содержание азота более 1 мг на 1 л воды, а закисление вод обратимо ведёт к гибели микроорганизмов.
Некоторые представители рода, такие как Vibrio cholerae — галофильны, то есть могут развиваться в жидких питательных средах, содержащих до 25 % NaCl.
На данный момент фиксируют чувствительность данной группы микроорганизмов к так называемым «вибриостатикам» (англ. Vibriostatic agents). К ним относят 2,4-диамино-6,7-диизопропилптеридин и его гомологи.
Наибольший медицинский интерес представляют (помимо V. cholerae):
- Патогенные для человека: Vibrio parahaemolyticus, Vibrio vulnificus
- Патогенные для рыб: Vibrio splendidus, Vibrio ordali, Vibrio anguillarum, Vibrio tubiashi, Vibrio alginolyticus
- У ракообразных: Vibrio harveyi, Vibrio splendidus
- У головоногих моллюсков: Vibrio alginolyticus, Vibrio harveyi, Vibrio parahaemolyticus, Vibrio carchariae

V. vulnificus для человека наиболее фатальна. Зачастую развиваются такие осложнения, как септицемия и острые уретриты, острые кардиоваскулиты и целлюлиты. Наиболее часто встречается в странах Африки. Был зафиксирован случай заражения при использовании в бытовых целях воды из водоёма, который гиппопотамы предпочитали для купания.
Vibrio cincinnatiensis выделяется в клинической картине ещё и менингитами и энцефалитами, сопровождаемыми галлюцинаторной симптоматикой.
При исследовании секционного материала, поражённого некоторыми штаммами вибрионов, может наблюдаться свечение тканей в темноте.
У рыб скрытый период болезни может быть до 14 суток, его продолжительность зависит от температуры воды. Очень часто вибриоз протекает остро, бессимптомно, но может протекать и в хронической форме. Во внутренних органах нет какой-либо характерной патологии.
У креветок темнеет спина, краснеют конечности, они становятся вялыми, больные особи отказываются от корма. В сердце очаги некроза. На жабрах коричневые, красные пятна, мышцы непрозрачные, гемолимфа свёртывается. При поражении креветок некоторыми штаммами вибрионов наблюдается свечение тканей креветок в темноте. В некоторых случаях при вибриозах креветок происходит эрозия панциря. Процесс начинается с появления коричневых пятен величиной до 2 мм, потом они чернеют и сливаются, образуя очаги некроза.
У поражённых вибриозом головоногих моллюсков на теле появляются тёмные участки, развивается острый или хронический дерматит. У осьминогов наблюдается поражение глаз и внезапная гибель. У каракатиц — поражение покровов спинной части мантии, с образованием гематом.